# Атбасарский заказник
Атбасарский заказник — заказник республиканского значения, расположенный в Казахстане, в 50 км к югу от города Атбасар. Создан в 1976 году, находится в ведении Комитета лесного хозяйства и животного мира Министерства экологии, геологии и природных ресурсов Республики Казахстан. Площадь 75,1 тыс. га. Основная задача: сохранение и воспроизводство охраняемого животного — сурка байбака.
Ландшафт: ковыльно-типчаковые степи с каменистыми участками в острогах мелкосопочника. На территории Атбасарского заказника обитают заяц-русак, волк, лисица, корсак, жаворонок (чёрный и белокрылый), кречетка, степной лунь, журавль (серый и красавка), дрофа и т. д. В период миграции на территорию заказника заходит сайгак.
Во время перелетов останавливаются степные, водоплавающие и другие птицы, в том числе пеликаны, колпицы, утки и кулики.